# Turmstiege 16 (Mönchengladbach)

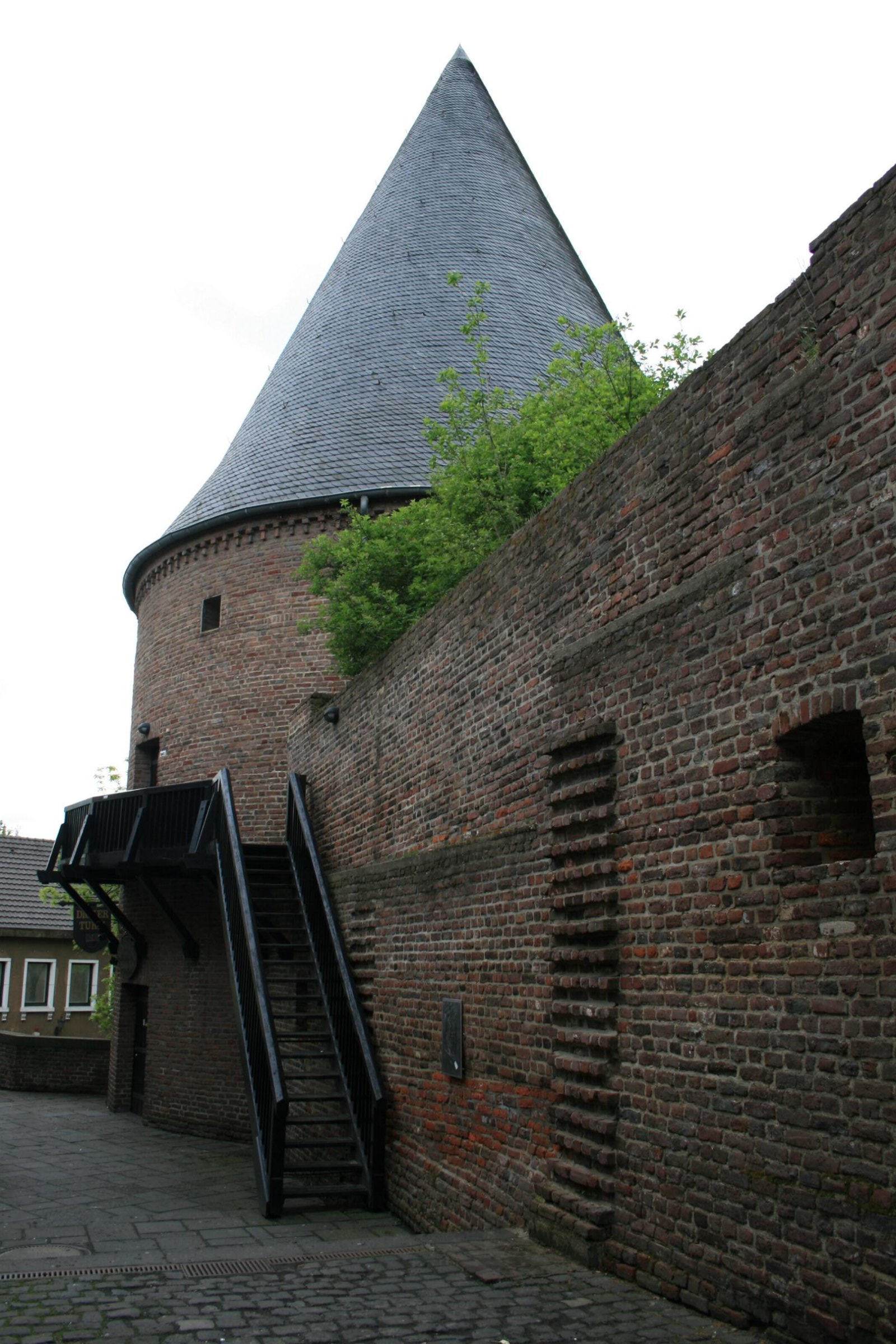
Dicker Turm und Stadtmauer (2010)

Der Dicke Turm und die Stadtmauer Turmstiege 16 stehen in Mönchengladbach (Nordrhein-Westfalen) im Stadtteil Gladbach.
Die Bauwerke wurden zwischen dem 14. und 17. Jahrhundert erbaut und unter Nr. T 011 am 14. Mai  1985 in die Denkmalliste der Stadt Mönchengladbach eingetragen.

## Lage
Das Objekt schließt unmittelbar an die mittelalterliche Altstadt an. Es liegt am Nordwesthang des Abteiberges zwischen Altem Markt und Turmstiege, Waldhausener Straße, Ludwigstraße und Aachener Straße. 

## Architektur
Beim Dicken Turm – auch Krapohl-Turm genannt – mit anschließender Stadtmauer handelt es sich um einen markanten Rest der spätmittelalterlichen Stadtbefestigung, die – vor ihrer Sanierung bis zu einer Höhe von sieben Metern erhalten – aus Feldbrandziegeln gemauert war und – wie die meisten mittelalterlichen und frühneuzeitlichen Befestigungswerke – an der Feldseite vermutlich als zusätzliches Annäherungshindernis einen vorgelagerten Graben besaß. 
Die Stadtbefestigung besteht in diesem Teilstück aus einem mächtigen Rundturm von ca. 12,5 m Außendurchmesser, einer ca. 30 m langen Mauer und einem kleinen Nebenturm auf halbkreisförmigem Grundriss mit ca. fünf Metern Durchmesser. 1974 freigelegt, rekonstruierend wiederaufgebaut und mit neugestalteten Außenanlagen umgeben, führt auf der angeschütteten Stadtseite als fußläufige Verbindung die sog. Turmstiege zum Alten Markt, während an der ehemaligen Grabenseite eine kleine Grünanlage entstand.
Das Objekt ist aus stadthistorischen, bau- und architekturhistorischen und städtebaulichen Gründen als Baudenkmal schützenswert.